# Gueorgui Sakelarov
Gueorgui Sakelarov es un deportista búlgaro que compitió en atletismo adaptado. Ganó cinco medallas en los Juegos Paralímpicos de Verano entre los años 1988 y 1996.

## Palmarés internacional
| Juegos Paralímpicos | Juegos Paralímpicos      | Juegos Paralímpicos | Juegos Paralímpicos |
| Año                 | Lugar                    | Medalla             | Prueba              |
| ------------------- | ------------------------ | ------------------- | ------------------- |
| 1988                | Seúl (Corea del Sur)     | Medalla de oro      | Disco B2            |
| 1988                | Seúl (Corea del Sur)     | Medalla de oro      | Peso B2             |
| 1992                | Barcelona (España)       | Medalla de oro      | Peso B2             |
| 1992                | Barcelona (España)       | Medalla de plata    | Disco B2            |
| 1996                | Atlanta (Estados Unidos) | Medalla de bronce   | Disco F11           |